# Euploea postalbimacula
Euploea postalbimacula är en fjärilsart som beskrevs av Felix Bryk 1937. Euploea postalbimacula ingår i släktet Euploea och familjen praktfjärilar. Inga underarter finns listade i Catalogue of Life.